# Втори Прибалтийски фронт
Втори Прибалтийски фронт е един от фронтовете на Червената армия по време на Втората световна война. Сформиран е на 20 октомври 1943 г. Фронтът участва в Ленинградско-Новгородската операция. Командващи на войските са генерал Маркиан Попов, генерал Андрей Ерьоменко и маршал Леонид Говоров. Първоначално във фронта влизат 3-та ударна армия, 6-а гвардейска армия, 11-а гвардейска армия, 20-а армия, 22-ра армия и 15-а въздушна армия. По-късно се прибавя Първи Прибалтийски фронт.